# Pfaffen-Schwabenheim

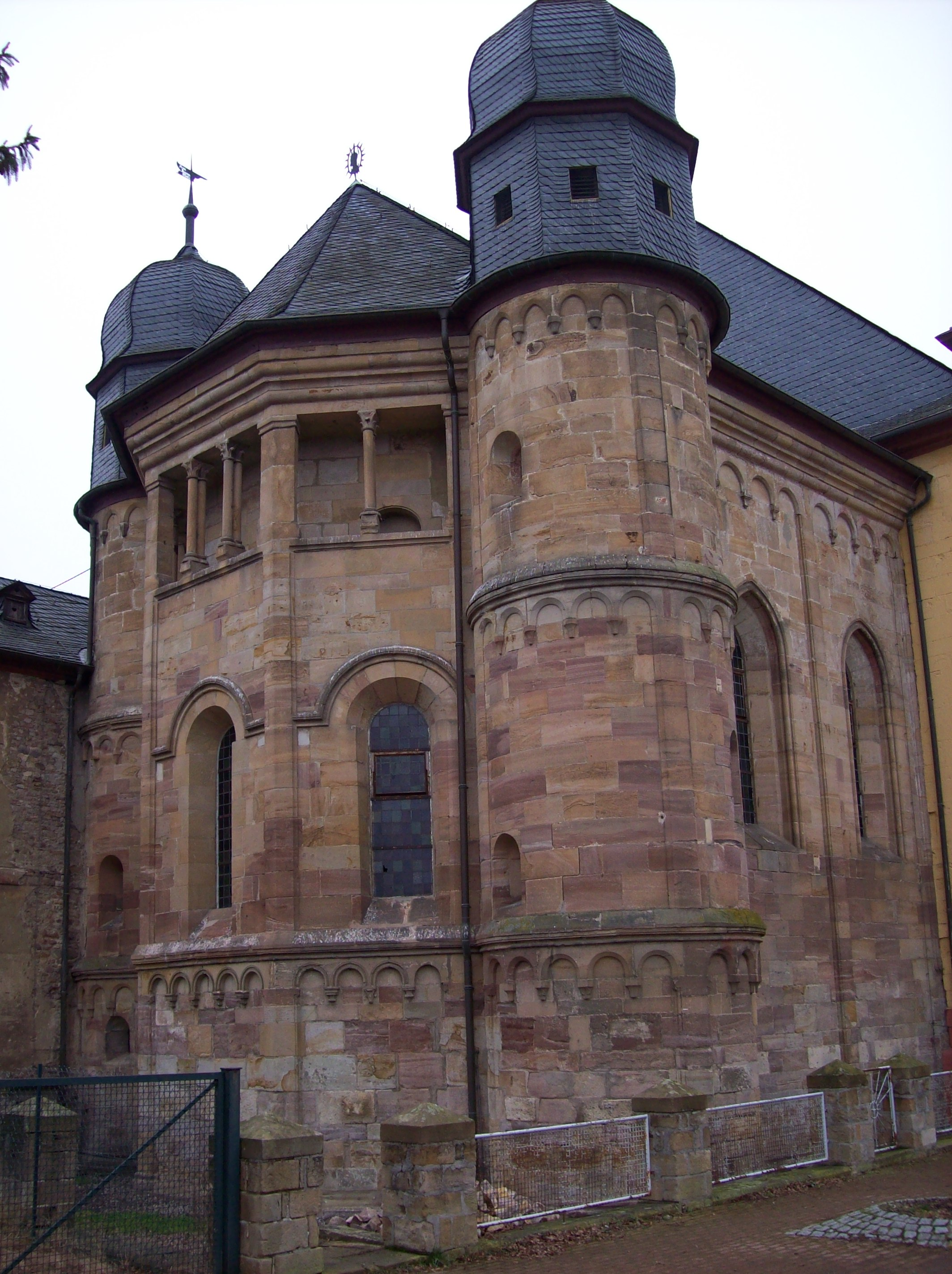
Ehemalige Kloster- und heutige Katholische Filialkirche

Pfaffen-Schwabenheim ist eine Ortsgemeinde im Landkreis Bad Kreuznach in Rheinland-Pfalz. Sie gehört der Verbandsgemeinde Bad Kreuznach an.

## Geografie
Pfaffen-Schwabenheim liegt in Rheinhessen, ca. 5 Kilometer östlich von Bad Kreuznach. Nachbarorte sind Biebelsheim, Zotzenheim, Sprendlingen, Badenheim, Pleitersheim und Bad Kreuznach. Zu Pfaffen-Schwabenheim gehören auch die Wohnplätze Schleifmühle und Sonnenhof.

## Geschichte
Pfaffen-Schwabenheim ist – wie alle rheinhessischen Orte mit der Endung -heim – eine fränkische Gründung des 5./6. Jahrhunderts. Zu Suaboheim finden sich im Lorscher Codex vier Schenkungsurkunden (Nr. 1917–1920) aus der Zeit zwischen 770 und 836. Es ist jedoch nicht geklärt, ob es sich dabei um Pfaffen-Schwabenheim oder Schwabenheim an der Selz handelt. Dies erfolgte erst 1248, wobei die Augustiner-Chorherren namensgebend waren, die nach 1130 vom Mainzer Erzbischof Adalbert I. von Saarbrücken in das um 1040 von dem Seligen Eberhard VI. von Nellenburg mitgegründete Kloster eingesetzt wurden, so dass das Augustiner-Chorherrenstift Pfaffen-Schwabenheim entstand. Um 1120 kam der Ort als Mitgift der nellenburgischen Erbin Mechtild von Mörsberg an die Grafschaft Sponheim. Nach der Hausteilung von 1220 gehörte es zur Grafschaft Sponheim-Kreuznach, die – von dem imaginären Standort Mainz aus betrachtet – auch als die „vordere Grafschaft Sponheim“ bezeichnet wird. Nach dem Aussterben der Grafen von Sponheim-Kreuznach im Jahre 1414 fiel es an die Grafschaft Sponheim-Starkenburg. Als 1437 auch die starkenburgische Linie ausstarb, kam Pfaffen-Schwabenheim an ein Kondominium der Markgrafschaft Baden und der Grafen von Veldenz. Letztere wurden 1444 vom Haus Pfalz-Simmern beerbt, das 1559 auch noch die Kurwürde erbte und 1685 ausstarb. Nach dem Ende des verheerenden Pfälzischen Erbfolgekriegs 1697 ließ die neue Kurlinie Pfalz-Neuburg im Zuge ihrer Rekatholisierungspolitik in Pfaffen-Schwabenheim die heute größte unverändert erhaltene barocke Klosteranlage in Rheinland-Pfalz errichten. Nach der Aufteilung des Kondominiums zwischen Baden und Kurpfalz 1707 gehörte Pfaffen-Schwabenheim mit dem Oberamt Kreuznach vollständig zur Kurpfalz. Nach der Französischen Revolution wurde der Ort 1792 im Zuge der Koalitionskriege von den Franzosen besetzt und 1797 dem Département du Mont-Tonnerre (Donnersberg) dem französischen Staatsgebiet einverleibt.

## Politik

### Gemeinderat
Der Gemeinderat in Pfaffen-Schwabenheim besteht aus 16 Ratsmitgliedern, die bei der Kommunalwahl am 9. Juni 2024 in einer personalisierten Verhältniswahl gewählt wurden, und dem ehrenamtlichen Ortsbürgermeister als Vorsitzendem.
Die Sitzverteilung im Gemeinderat:
| Wahl | SPD | CDU | FWG | Gesamt   |
| ---- | --- | --- | --- | -------- |
| 2024 | 6   | 10  | –   | 16 Sitze |
| 2019 | 7   | 9   | –   | 16 Sitze |
| 2014 | 7   | 7   | 2   | 16 Sitze |
| 2009 | 5   | 7   | 4   | 16 Sitze |
| 2004 | 4   | 7   | 5   | 16 Sitze |

- FWG = Freie Wählergruppe Pfaffen-Schwabenheim e. V.

### Bürgermeister
Ortsbürgermeister von Pfaffen-Schwabenheim ist seit 2009 Hans-Peter Haas (CDU). Bei der Direktwahl am 26. Mai 2019 wurde er mit einem Stimmenanteil von 77,40 % und am 9. Juni 2024 als einziger Bewerber mit 81,4 % jeweils für fünf Jahre in seinem Amt bestätigt.

### Wappen
| Wappen von Pfaffen-Schwabenheim | Blasonierung: „In geteiltem Schild, oben in Silber die Halbfigur eines Augustiner-Mönches in Vorderansicht, beiderseitig begleitet von einem grünen Weinstock, unten in Blau und Gold geschachtet.“                                      |
| Wappen von Pfaffen-Schwabenheim | Wappenbegründung: Es wurde 1953 vom rheinland-pfälzischen Innenministerium genehmigt. Die Farben Blau und Gold sowie die Schachtung entstammen den Grafen von Sponheim. Der Mönch verweist auf das Kloster, das bis 1802 im Ort bestand. |

## Wirtschaft und Infrastruktur

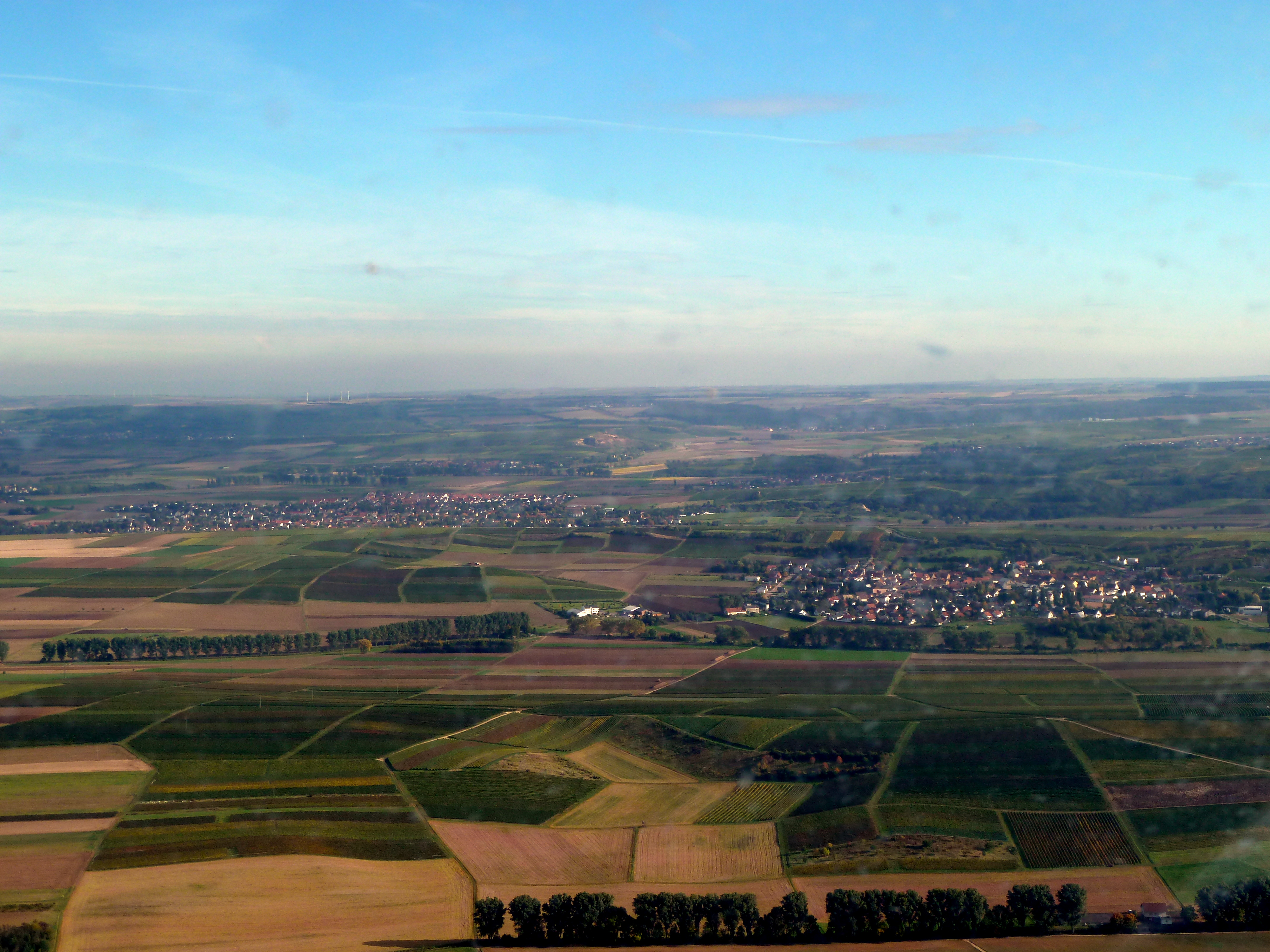
Luftaufnahme von Pfaffen-Schwabenheim, dahinter Sprendlingen

### Weinbau
Pfaffen-Schwabenheim gehört zum „Weinbaubereich Bingen“ im Anbaugebiet Rheinhessen. Im Ort sind 16 Weinbaubetriebe tätig, die bestockte Rebfläche beträgt 160 Hektar. Etwa 80 % des angebauten Weins sind Weißweinrebsorten (Stand 2007). Im Jahre 1979 waren noch 56 Betriebe tätig, die damalige Rebfläche betrug 141 Hektar.

### Verkehr
- Pfaffen-Schwabenheim liegt unweit der B 50 und der A 61. Die früher nach Bad Kreuznach führende Straßenbahn wurde 1952 stillgelegt.
- Im Nachbarort Sprendlingen ist ein Bahnhof der Rheinhessenbahn.
- Von 1912 bis 1953 war Pfaffen-Schwabenheim an die schmalspurige Überlandstraßenbahn Bad Kreuznach–St. Johann angebunden. Omnibusse lösten deren Verkehr ab. Die Buslinien 223 und 630 des RNN verbinden Pfaffen-Schwabenheim mit Bad Kreuznach und Mainz oder Sprendlingen, werktags je Richtung im Halbstundentakt, sonntags stündlich.

## In Pfaffen-Schwabenheim geboren
- Johann Eibach (1859–1936), Abgeordneter der 2. Kammer der Landstände des Großherzogtums Hessen und Bürgermeister von Pfaffen-Schwabenheim
- Ramona Diegel, Rheinhessische Weinkönigin 2012/2013 und Deutsche Weinprinzessin 2013/14